# Ron Clarke
Ronald William «Ron» Clarke (Melbourne, 21 de febrero de 1937-Southport, Australia, 17 de junio de 2015) fue un atleta australiano, escritor y alcalde de la Gold Coast entre 2004 y 2012. Fue uno de los mejores corredores de media y larga distancia en la década de 1960, destacado por haber establecido diecisiete récords mundiales.

## Carrera deportiva
Durante la década de 1960, Clarke ganó doce competiciones de pista en el Estado de Victoria en distancias entre 1500 m a 6 millas (9,7 km).
Ganó la medalla de bronce en la competencia de 10 000 m en los Juegos Olímpicos de Tokio 1964, pero nunca pudo ganar una medalla de oro en una olímpiada. En los Juegos Olímpicos de México 1968 en la Ciudad de México, Clarke desfalleció y casi murió por el mal de altitud durante la extenuante final de la carrera de 10 000 m. En este evento sufrió un daño cardíaco permanente, aun luego de haber entrenado en los Alpes para aclimatarse a las altas altitudes de la Ciudad de México, que no le alcanzó para igualar a los corredores africanos que siempre habían entrenado en sitios de elevada altitud. Clarke finalizó en sexta posición, pero no recuerda nada de su última vuelta. Se recuperó lo suficiente como para correr en las pruebas de clasificación de los 5000 m.
Durante un tour por Europa en 1965, compitió en 18 oportunidades y batió 12 récords mundiales, incluido el de 20 000 m. El 14 de julio en Oslo, recorta el récord mundial de los 10 000 m en 36,2 segundos a 27:39.4, siendo el primer hombre en batir la barrera de los 28 minutos.

## Su medalla de oro
Si bien, Ron nunca ganó una medalla de oro, Emil Zátopek le regaló una de las que él ganó en los Juegos Olímpicos de Helsinki 1952. Emil fue uno de los mejores fondistas de la historia al ganar la maratón y las pruebas de 5.000 y 10.000 metros en esos Juegos Olímpicos.